# Aragóniai Marzano Lujza
Aragóniai Marzano Lujza (horvátul: Lujza Aragonska, spanyolul: Luisa de Marzano, olaszul:  Luisa Marzano d'Aragona, Nápoly ? – Modrus, 1489), nápolyi származású horvát nemesasszony, Rossano és Sessa hercegnője, Frangepán Bernát modrusi gróf felesége.

## Családja
Apja Giovanni Francesco Marino Marzano, Rossano és Sessa hercege, Alife és Montalto grófja, a Nápolyi Királyság nagyadmirálisa, anyja Aragóniai Leonora királyi hercegnő (Aragóniai V. Alfonz aragóniai király lánya) volt. Lujza Aragóniai Beatrix magyar királyné unokahúga volt, így rokonságban állt a magyar királyi családdal is. Szüleinek hat gyermeke volt (mindegyik lány). Testvérei közül a harmadik, Margarita Vlatko Kosača herceghez, majd annak halála után Marco Loredan velencei nemeshez ment feleségül.

## Élete
Frangepán Bernát 1476-ban ismerte meg Lujzát, amikor Mátyás király nyolcszáz fős követségének egyik rangos tagjaként Aragóniai Beatrixért érkezett Nápolyba. A fiatal, huszonhárom éves fiút megkedvelte Ferdinánd király és 1476. szeptember 16-án a Szűz Mária renddel tüntette ki. A kitüntető oklevélben a király „dicsőítette nemességét, bátorságát és erényeit”, valamint tájékoztatta a rend szabályairól és kötelességeiről. Nápolyi tartózkodása alatt Bernát megszerette a király unokahúgát, Lujza hercegnőt, aki akkor még fiatal lány volt, és valószínűleg várnia kellett néhány évet, hogy férjhez mehessen. Az esküvőjük évét nem ismerjük, de legkésőbb 1481-ben már megtörtént. Ezt támasztja alá egy 1481. július 25-én kelt, Bernát gróf által Martin Oštreharićnak kiadott adománylevél, mely Lujzát „legkedvesebb feleségünk” megnevezéssel illeti. 
A pár családi élete a modrusi vár területén zajlott, melynek központi részét a lakótorony alkotta. 1489-ig Lujza itt hat (vagy hét) gyermeket, három fiút és négy lányt szült férjének, aki 1488-ban őt birtokaiban megerősítő Mátyás királlyal ápolt jó kapcsolatát leányának, Mária Magdolnának a király unokatestvérével Dengeleghy Pongrácz János erdélyi vajda fiával, Mátyással kötött házasságával erősítette meg. A kapcsolatok tovább erősödtek, amikor Bernát lánya, Beatrix 1496-ban feleségül ment Mátyás törtvénytelen fiához Corvin Jánoshoz. A gazdag apa két megerősített város, Bihács és Novi jövedelmeit adta hozományul tizenhat éves lányának. Veronika lánya Stefkovics Gergelyhez, nővére Izsota pedig Perényi Istvánhoz ment feleségül. Veronika hozománya Dobóc vára és a Vinica nevű falu volt. Lujza utoljára Erzsébetnek, Dengeleghy Pongrácz János özvegyének 1489 közepén kelt oklevélben szerepel. Lujza 1489-ben halt meg. Férje, aki ekkor még mindig csak 36 éves volt többé nem nősült meg. Feltételezhetően rangjához méltó síremléket állíttatott az aragóniai hercegnőnek.

## Síremléke
A Frangepán grófoknak ez az ága a zenggi ferencesek Szent Péter templomába temetkezett. Amikor a 16. században a Nehaj-várat felépítették, a falakon kívüli összes épületet, így a ferencesek templomát és kolostorát is lebontották. A falakon belül új templom épült kolostorral. A ferences templom a második világháborúban, Zengg bombázása során, 1943-ban megsemmisült.  Az új templom homlokzatára annak idején néhány, a régi templomból átmentett kőemlék is felkerült. A rozetta alatt volt a régi ferences templom szemöldökköve, Krisztus, Szent Péter és Pál, valamint a négy evangélista ábrázolásával. A portál bal oldalán egy kőtábla volt található 1552-ből való felirattal, rajta Ferdinánd király és Ivan Lenković uszkók kapitány címerével.
Ferdinánd címere mellett mindkét oldalon két-két márványfigura volt látható, melyek valószínűleg a Frangepán család egy-egy ismeretlen tagjának sírját díszítették.  A templomkaputól jobbra volt egy kőtábla a Frangepán család régi (csillag) és új (oroszlános) címerével, amelynek pajzsát két angyal tartotta. Ehhez a táblához a bal oldalon egy Szent Ferenc szobor, a jobb oldalon pedig egy Szent Antal-szobor tartozott. Mindkettő oldalain egy sírkő díszes széle volt látható indákkal összekötött palmetta díszítéssel. Estei Izottának, Frangepán II. István feleségének sírkövét áthelyezték az új templom szentélyébe. Lehet, hogy akkor, esetleg később sérült meg az a kőtábla, melynek mára csak a felső része maradt meg hiányos felirattal, de amint azt Ivan Kukuljević is megjegyezte, valószínűleg az 1888-as templom restaurálás során távolították el a tábla alsó, rozogább részét. Zorislav Horvat azt is észrevette, hogy Izotta sírköve megrövidült. Ezt Ivan poreči püspöknek a Szent Euphrasius-bazilikában található 1457-es sírkövével összevetve ismerte fel.
A zenggi városi múzeumban látható egy koronával díszített aragóniai címeres kőtábla gipszmásolata, melynek pajzsa meztelen angyalok által tartott koszorúban látható, és amelynek eredetije szintén a régi Szent Péter templomban volt. Pavle Tijan szerint stílusát és faragásmódját tekintve a 15. század második felére datálható. A címer feletti korona a királyi koronát jelzi, így szerinte a címer Lujza hercegnőé, Frangepán Bernát feleségéé lehetett. 